# SCP fondacija
SCP fondacija je fiktivna organizacija koja se bavi proučavanjem raznih bića, lokacija i objekata koje nauka ne može da objasni. Sve što je organizacija pronašla, vodi se pod imenom SCP (secure contain protect). Bazirane su na horor pričama , naučnoj fantastici i urbanim legendama . Na njihovom sajtu postoje tri glavne kategorije: Safe, Euclid i Keter. Prva kategorija je za objekte koje je lako zadržati. Druga kategorija je za objekte koje je srednje teško zadržati. Treća kategorija je za objekte koje je izuzetno teško ili skupo zadržati, često se dešava da pobegnu. Ima još puno klasa ali još dve koje su česte su Thaumiel i Apollyon. Thaumiel su objekti koji su od koristi organizaciji, uglavnom služe za zadržavanje drugih objekata. Apollyon su objekti koje je nemoguće zadržati.
- SCP-035 - Maska koja kontroliše čoveka kada je on stavi na lice.
- SCP-096 - Humanoid koji je miran. Ali kada ga neko pogleda u lice (može da bude i slika), odmah krene ka toj osobi da je ubije. Ta osoba se naziva SCP-096-1, to znači da je to meta SCP-096. 100% osoba (SCP-096-1) koje su pogledale lice SCP-096 su bile ubijene od strane SCP-096 . Kosti od SCP-096 su se pokazale kao neuništive, tako da još uvek nije nađen način za njegovu terminaciju.
- SCP-106 - Humanoid koji može da uđe u drugu dimenziju što mu omogućava da prolazi kroz zidove. On najčešće napada ljude od 10-25 godina. Kada je uvuče tu dimenziju, SCP-106 učini da ta osoba počne da truli, od čega umire.
- SCP-173 - Skulptura koja ne može da se pomera dok je neko gleda. Dok ga niko ne gleda SCP-173 može da se kreće velikom brzinom. SCP-173 ubija tako što slomi vrat osobi koju napada.
- SCP-008 - SCP-008 je gas koji kad neko živo biće udahne postaje SCP-008-2. Po telu žrtve počinje da se pojavljuje nešto što podseća na gangrenu. Krv od SCP-008-2 postaje vrlo gusta zbog čega ne može da krvari. Dobija izuzetnu snagu i brzinu, ali mu se kognitivne funkcije smanje na minimum. Napada sve ljude u svom vidokrugu, šireći zarazu.
- SCP-682 - Biće nalik gušteru, mrzi sav život. Može da regeneriše izgubljene delove tela tako što jede organsku ili neorgansku materiju. Mnogi naučnici ga zovu "Omega" zato što može uništiti celo čovečanstvo. Čuvan je u bazenu punom kiseline. Kiselina mu izjeda telo dok ga on regeneriše, tako da je nepokretan.
- SCP-049 - Humanoid koji liči na doktora u vreme kuge. Rendgen snimak je pokazao da ima ljudski skelet, ali se čini kao da njegova deo njega. On smatra da određeni ljudi i životinje imaju bolest koju on naziva "pestilence". Još uvek se utvrđuje na šta misli. SCP-049 može da ubije bilo koje živo biće jednim dodirom kože. Ako smatra da neko ima pestilence ubiće ga, i izvršiti operaciju na njemu kojom će ga vratiti u život kao zombija (SCP-049-1) koji sluša svaku njegovu reč.
- SCP-087 - su vrata na jednom fakultetu koja su prerušena u domarov klozet koji je u skladu sa dizajnom zgrade. Na vratima je brava koja se može otključati samo ako se na nju primeni velika voltaža dok se vrata otključavaju ključem u smeru suprotnom od kretanja kazaljke na satu. Ta vrata vode do stepeništa čija dužina nije utvrđena. Na tom stepeništu ima jako malo svetla, svaka lampa slabija od 75 vati nije delotvorna. Čak i to svetlo nije dovoljno da osvetli više od jednog i po niza stepeništa. Više ekspedicija je sprovedeno u SCP-087. Dužina stepeništa je duža nego što bi trebalo da bude moguće za strukturu te zgrade ili njegovog geološkog okruženja. Subjekti su prijavili da čuju plač deteta koji dolazi od otprilike 200 metara ispod njih. Međutim, nijedan pokušaj spuštanja stepeništem nije uspio približiti subjekte izvoru. Svaki subjekt se susreo sa SCP-087-1 koje se manifestuje kao lice bez zenica u očima, nozdrva i usta. Skoro ništa se ne zna o SCP-087-1 osim da prethodno pomenuti plač ne dolazi od njega. Svaki subjekat je izrazio jaka osećanja straha i paranoje kada su se susreli sa SCP-087-1.
- SCP-3008 - Trgovački park koji sadrži SCP-3008 kupila je Fondacija i pretvorila ga u site. Svi putevi koji vode do ili prolaze pored mjesta SCP-3008 su preusmjereni. SCP-3008 je velika maloprodajna jedinica koja je prethodno bila u vlasništvu i brendirana kao IKEA, popularni trgovački lanac namještaja. Osoba koja uđe u SCP-3008 kroz glavni ulaz, a zatim prođe kroz vrata, naći će se premještenim u SCP-3008-1. Ova transportacija obično prolazi nezapaženo jer se neće dogoditi nikakva promjena iz perspektive žrtve; uglavnom neće postati svjesni sve dok se ne pokušaju vratiti na ulaz.  SCP-3008-1 je prostor koji nalikuje unutrašnjosti IKEA prodavaonice namještaja, a prostire se daleko izvan granica onoga što bi se fizički moglo nalaziti u dimenzijama maloprodajne jedinice. Trenutna mjerenja pokazuju područje od najmanje 10 km² bez vidljivih vanjskih terminatora u bilo kojem smjeru. Nepotpuni rezultati upotrebe laserskih daljinomjera doveli su do nagađanja da je prostor možda beskonačan.  SCP-3008-1 nastanjen je nepoznatim brojem civila zarobljenih unutar SCP-3008-1. Prikupljeni podaci govore da su formirane primitivne civilizacije unutar SCP-3008-1, uključujući izgradnju naselja i utvrđenja u svrhu odbrane od SCP-3008-2.  SCP-3008-2 su humanoidni entiteti koji postoje unutar SCP-3008-1. Iako površno nalikuju ljudima, oni imaju preuveličane i nedosljedne tjelesne proporcije, što se često opisuje kao prekratko ili previsoko. Nemaju crte lica i u svim promatranim slučajevima nose žutu majicu i plave pantalone u skladu s uniformom zaposlenika IKEA-e.  SCP-3008-1 ima rudimentarni dnevni i noćni ciklus, koji se određuje osvjetljenjem na plafonu unutar prostora koji se aktivira i deaktivira u skladu s vremenima otvaranja i zatvaranja prodavnice. Tijekom "noćnih" slučajeva SCP-3008-2 postat će nasilan prema svim ostalim oblicima života unutar SCP-3008-1. Tokom ovih naleta nasilja čuli su se kako izgovaraju fraze na engleskom jeziku koje su obično varijacije "Trgovina je sada zatvorena. Izađite iz zgrade". Kada "dan" počne, SCP-3008-2 primerci odmah postaju pasivni i počinju se kretati po SCP-3008-1 naizgled nasumično. Oni ne reagiraju na ispitivanje ili druge verbalne znakove u ovom stanju, iako će reagirati nasilno ako ih napadnu.

## Napomene
1. ↑  Registracija je neophodna jedino radi podnošenja radova i projekata, ili radi ostavljanja komentara i glasanja vezanih za postojeće radove. Sajt se može slobodno pregledati bez naloga.
2. ↑  Zvanični ogranci SCP Fondacije na stranim jezicima postoje za kineski, nemački, korejski, japanski, ruski, tajlandski, španski, poljski, italijanski, francuski, ukrajinski i portugalski jezik.[1]

## Literatura
- Alexander, Bryan (2017). New Digital Storytelling, The: Creating Narratives with New Media--Revised and Updated Edition, 2nd Edition (на језику: енглески). ABC-CLIO. ISBN 9781440849619. Приступљено 1. 8. 2017.
- Diver, Mike (2016). Indie Games: The Complete Introduction to Indie Gaming (на језику: енглески). Michael O'Mara Books. ISBN 9781910552353. Retrieved 20 May 2018.
- Newsom, E. T. (2013). "Participatory storytelling and the new folklore of the digital age". PhD dissertation, Rensselaer Polytechnic Institute: Abstract Архивирано на веб-сајту  (11. април 2021).
- Tapscott, Alan (2017) "Perceived Consistency and Coherence in Collaborative Story World". Doctoral Thesis. Pompeu Fabra University

## Spoljašnje veze
- Zvanični veb-sajt